# Ian Bannen
Ian Bannen (født 29. juni 1928, død 3. november 1999) var en skotsk karakterskuespiller og lejlighedsvis førende mand.